# Faxeska huset
Faxeska huset ligger i Malmø i Skåne på Lilla Torg. I middelalderen var Malmø en forholdsvis lille by, og byen sluttede principielt ved det nuværende Lilla Torg. Området hvor Gustav Adolfs Torg ligger i dag, bestod af vand. Moserne gik som vige sydfra ind i byen. Hiulhaffnen var en sådan vig.
Faxeska huset ligger delvis oven på den tidligere Hiulhaffnen. Bygningen blev opført i 1760'erne af handelsmanden Hans Schiuberg. Bygning blev restaureret 1910 af arkitekten August Stoltz, og er dermed det første i en lang række restaurerede huse i Malmø. Dengang mente man fejlagtigt, at huset var fra 1580, og man udskar derfor årstallet i den nylavede portbjælke. Over døren hænger en lampe udformet som en drueklase. Denne minder om vinfirmaet Ad. Faxe & Söner, der ejede gården. Vinfirmaet havde en spiritusforretning i det gamle hus. Adolf Faxe erhvervede huset i 1842, og det har været i familjens eje siden.